# Sarantus apicalis
Sarantus apicalis är en insektsart som beskrevs av Schmidt 1925. Sarantus apicalis ingår i släktet Sarantus och familjen hornstritar. Inga underarter finns listade i Catalogue of Life.